# راینر ارنشت
راینر ارنشت (به آلمانی: Rainer Ernst) بازیکن فوتبال و مهاجم اهل آلمان شرقی بود که از سال ۱۹۸۱ میلادی عضو تیم ملی فوتبال آلمان شرقی بوده‌است. وی در ۵۶ بازی ملی حضور داشته و در بازی‌های ملی‌اش ۲۰ گل به ثمر رساند. راینر ارنشت آخرین بازی ملی خود را در سال ۱۹۹۰ میلادی انجام داد.